# Skander Hachicha
Iskander "Skander" Hachicha (ar. اسكندر حشيشة ;ur. 21 marca 1972) – tunezyjski judoka. Dwukrotny olimpijczyk. Zajął 21. miejsce w Atlancie 1996 i odpadł w eliminacjach w Sydney 2000. Walczył w wadze średniej.
Piąty na mistrzostwach świata w 2001; uczestnik zawodów w 1993 i 1999. Startował w Pucharze Świata w latach 1992, 1993, 1995-1998 i 2004. Brązowy medalista igrzysk śródziemnomorskich w 1997. Wicemistrz igrzysk frankofońskich w 1994. Wygrał igrzyska afrykańskie w 1995 i 1999; drugi w 2003. Triumfator igrzysk panarabskich w 1999. Pięciokrotny medalista mistrzostw Afryki w latach 1996 - 2004.

## Letnie Igrzyska Olimpijskie 1996
| Konkurencja | Eliminacje                | Klas. końcowa |
| Konkurencja | Przeciwnik I              | Miejsce       |
| ----------- | ------------------------- | ------------- |
| 86 kg       | Yosvane Despaigne (CUB) P | 21.           |

## Letnie Igrzyska Olimpijskie 2000
| Konkurencja | Eliminacje            | Eliminacje               | Klas. końcowa |
| Konkurencja | Przeciwnik I          | Przeciwnik II            | Miejsce       |
| ----------- | --------------------- | ------------------------ | ------------- |
| 90 kg       | Chalid Maddah (ALG) Z | Hidehiko Yoshida (JPN) P | II runda      |